# Foxi Kéthévoama
Foxi Kéthévoama (ur. 30 maja 1986 w Bangi) – środkowoafrykański piłkarz występujący na pozycji pomocnika.

## Kariera klubowa
Kéthévoama karierę rozpoczynał w 2002 roku w zespole Derbaki Football Center 8. W 2004 roku przeszedł do gabońskiego Stade d'Akébé, a w 2005 roku odszedł do FC 105 Libreville, gdzie grał przez 2 sezony. W 2006 roku podpisał kontrakt z węgierskim Diósgyőri VTK z Nemzeti Bajnokság I. Po roku odszedł do innego zespołu tej ligi, Újpest FC. W 2009 roku wywalczył z nim wicemistrzostwo Węgier.
W 2010 roku Kéthévoama przeszedł do Kecskeméti TE, także grającego w Nemzeti Bajnokság I. W 2011 roku zdobył z nim Puchar Węgier. W 2012 roku został wypożyczony do kazachskiego zespołu FK Astana. Następnie grał w tureckich Gaziantep BB (2016) i Balıkesirsporze (2016-2022).

## Kariera reprezentacyjna
W reprezentacji Republiki Środkowoafrykańskiej Kéthévoama zadebiutował w 2002 roku.